# Chessy (Seine-et-Marne)
Pour les articles homonymes, voir Chessy.
Chessy (prononcé [ ʃɛ.ˈsi]) est une commune française située dans le département de Seine-et-Marne en région Île-de-France. Chessy fait partie du secteur 4 de la ville nouvelle de Marne-la-Vallée, appelé Val d'Europe, et de la communauté d'agglomération Val d'Europe Agglomération. Elle accueille sur son territoire une grande partie du complexe de loisirs Disneyland Paris.

## Géographie

### Localisation
La commune est située à environ 5 kilomètres à l’est de Lagny-sur-Marne.
Elle est située à 50 kilomètres au nord de Melun, préfecture de la Seine-et-Marne, à 10 kilomètres au nord-est de Torcy la sous-préfecture, à 40 kilomètres à l'est de la cathédrale Notre-Dame de Paris, point zéro des routes de France et à 35 kilomètres de l'échangeur de la porte de Bercy.

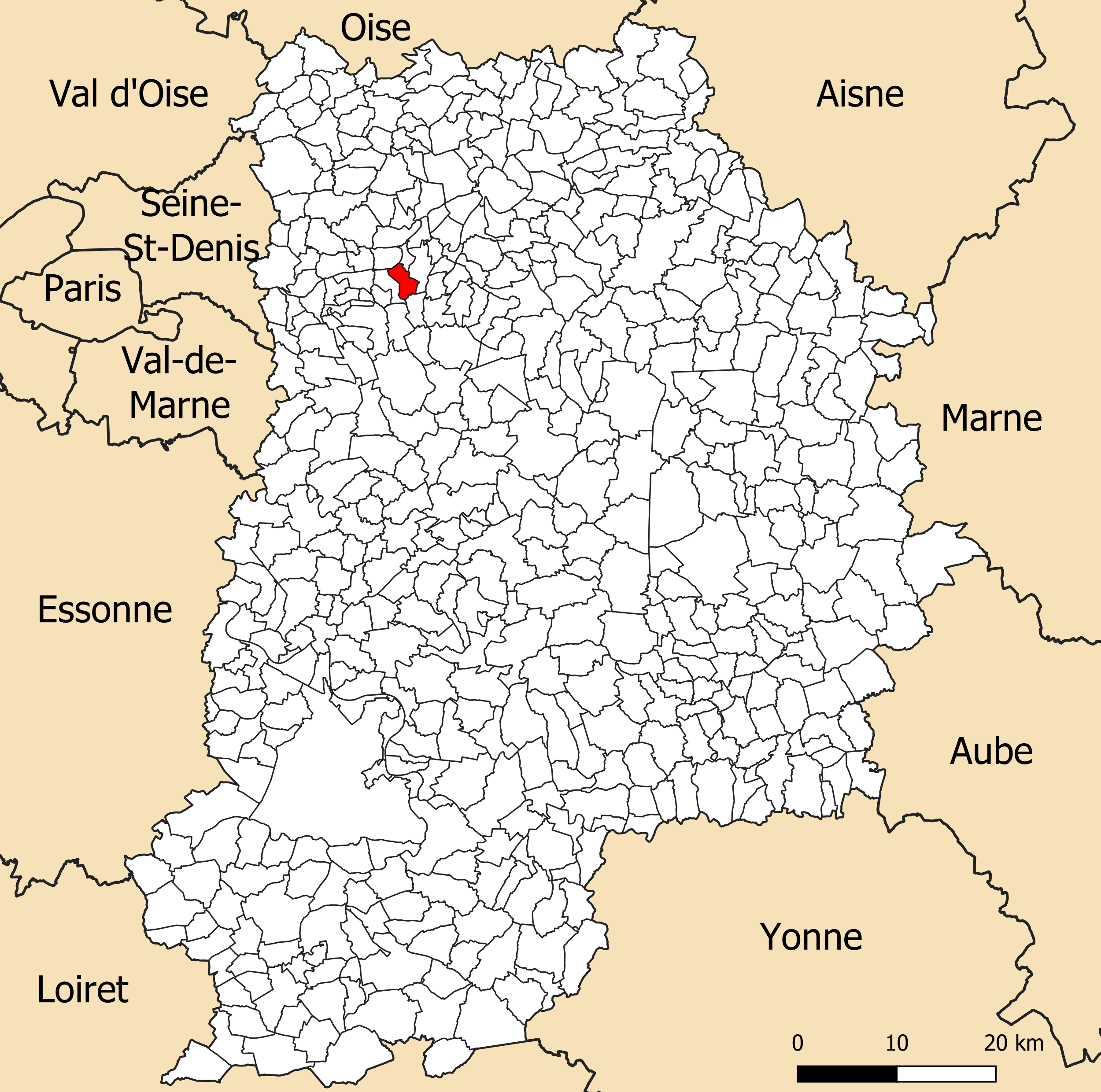
Localisation dans le département de Seine-et-Marne.

Chessy est également située à 470 kilomètres au nord de Chessy-les-Mines (Rhône) et à 163 kilomètres au nord-ouest de Chessy-les-Prés (Aube).

### Communes limitrophes
| Dampmart, Marne | Chalifert | Chalifert |
| Montévrain      | Chessy    | Coupvray  |
| Montévrain      | Serris    | Coupvray  |

### Géologie et relief
La commune, d'une superficie de 5,74 km2 avec une densité de 981 habitants/km² environ, est bâtie sur un plateau d'une centaine de mètres d'altitude, qui surplombe la vallée de la Marne. Son altitude varie de 37 à 130 mètres.
Elle est située à l'ouest de la région naturelle de la Brie.

### Climat
Pour des articles plus généraux, voir Climat de l'Île-de-France et Climat de Seine-et-Marne.
En 2010, le climat de la commune est de type climat océanique dégradé des plaines du Centre et du Nord, selon une étude du CNRS s'appuyant sur une série de données couvrant la période 1971-2000. En 2020, Météo-France publie une typologie des climats de la France métropolitaine dans laquelle la commune est exposée à un climat océanique altéré et est dans la région climatique Nord-est du bassin Parisien, caractérisée par un ensoleillement médiocre, une pluviométrie moyenne régulièrement répartie au cours de l’année et un hiver froid (3 °C).
Pour la période 1971-2000, la température annuelle moyenne est de 10,7 °C, avec une amplitude thermique annuelle de 14,7 °C. Le cumul annuel moyen de précipitations est de 727 mm, avec 10,7 jours de précipitations en janvier et 7,9 jours en juillet. Pour la période 1991-2020, la température moyenne annuelle observée sur la station météorologique la plus proche, située sur la commune de Torcy à 9 km à vol d'oiseau, est de 12,1 °C et le cumul annuel moyen de précipitations est de 716,4 mm,. Pour l'avenir, les paramètres climatiques de la commune estimés pour 2050 selon différents scénarios d'émission de gaz à effet de serre sont consultables sur un site dédié publié par Météo-France en novembre 2022.

### Hydrographie

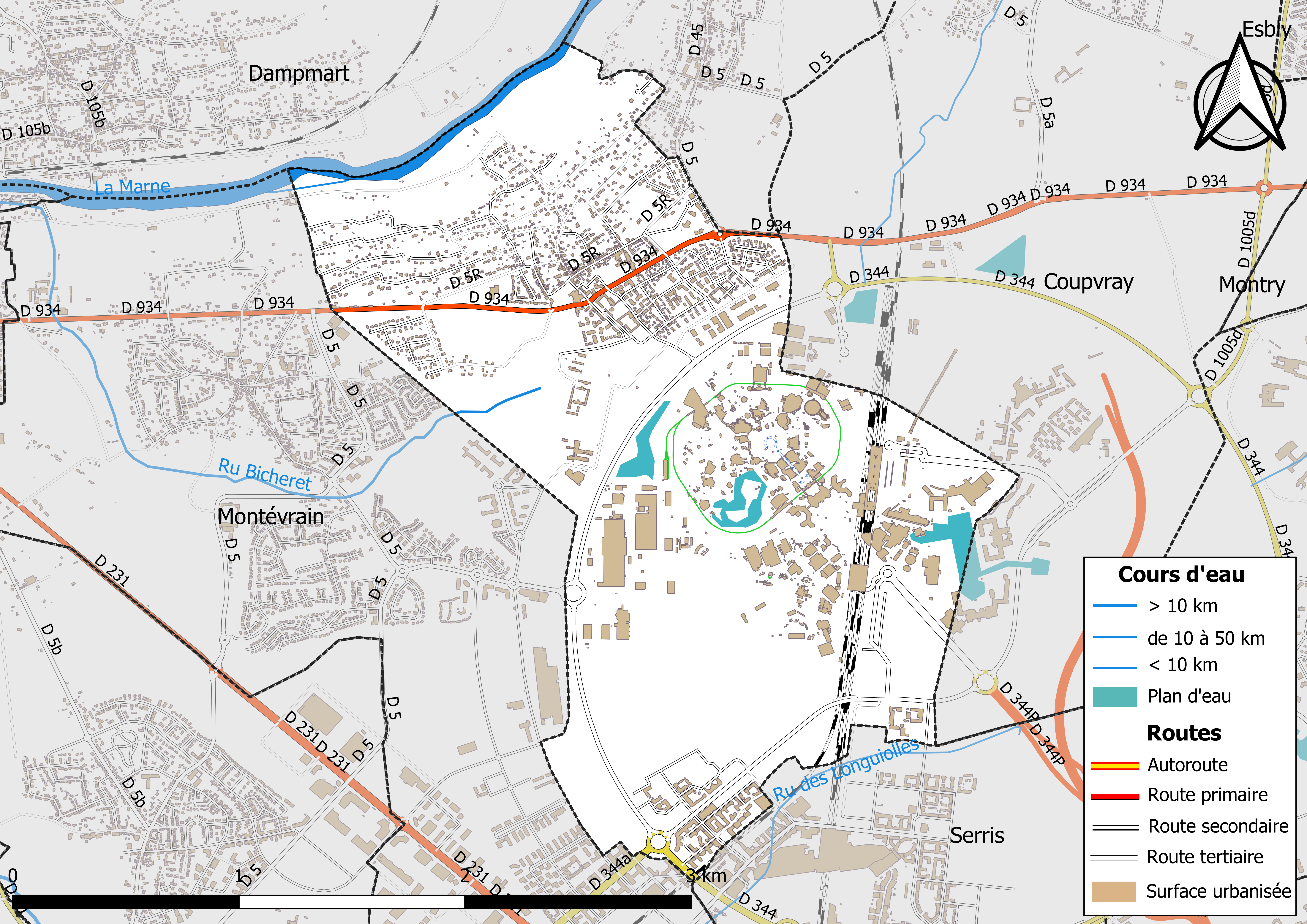
Carte des réseaux hydrographique et routier de Chessy.

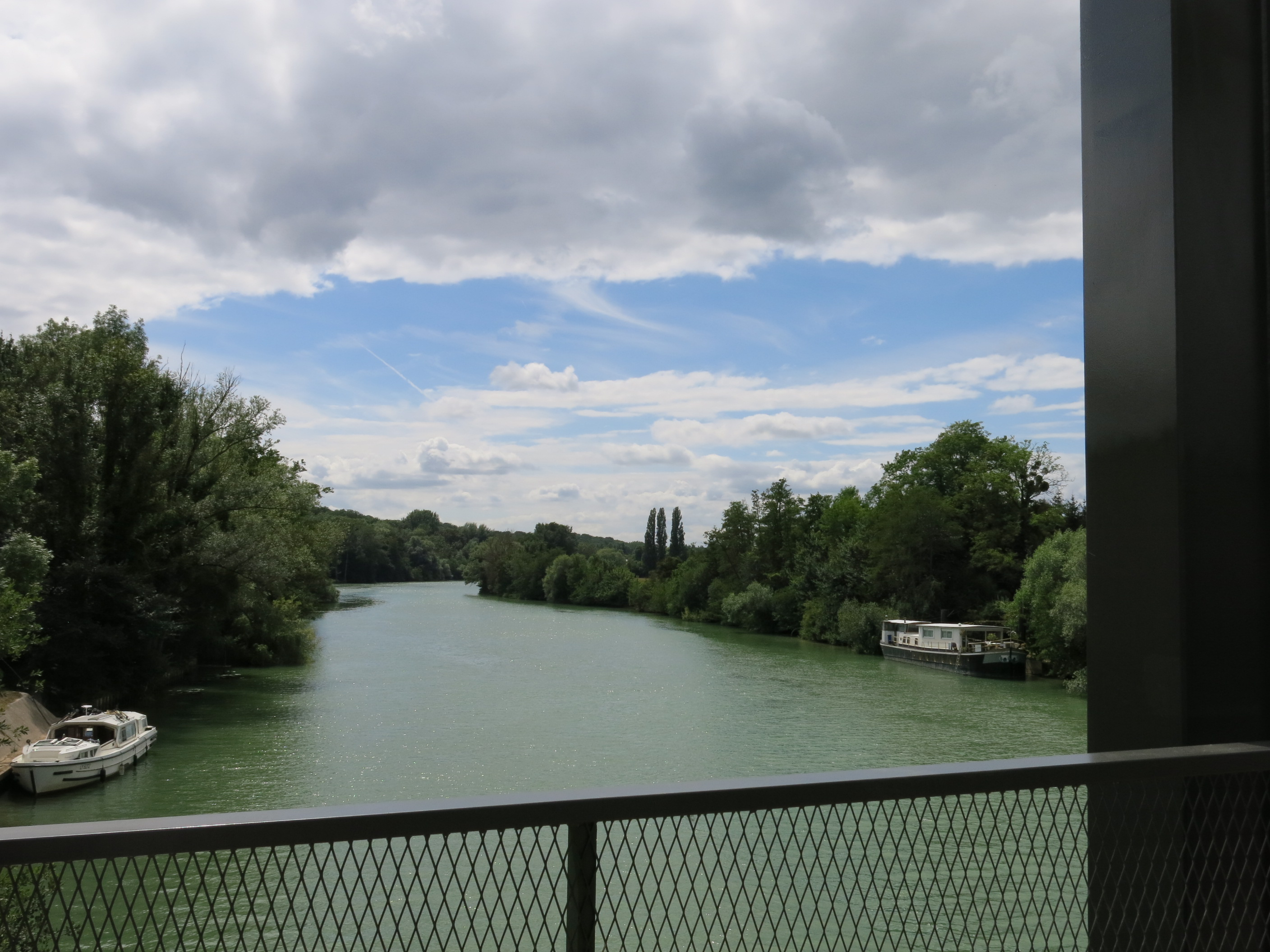
La Marne entre Dampmart et Chessy.

Le réseau hydrographique de la commune se compose de trois cours d'eau référencés :
- la rivière la Marne, longue de 514,25 km[7], principal affluent de la Seine et que Chessy longe sur sa rive gauche, ainsi que :
  - un bras de 0,53 km[8] ;
  - le ru Bicheret, long de 5,34 km[9], affluent de la Marne.

Par ailleurs, son territoire est également traversé par l'aqueduc de la Dhuis.
La longueur totale des cours d'eau sur la commune est de 3,32 km.

### Milieux naturels et biodiversité
Aucun espace naturel présentant un intérêt patrimonial n'est recensé sur la commune dans l'inventaire national du patrimoine naturel,,.

## Urbanisme

### Typologie
Au 1er janvier 2024, Chessy est catégorisée grand centre urbain, selon la nouvelle grille communale de densité à sept niveaux définie par l'Insee en 2022.
Elle appartient à l'unité urbaine de Paris, une agglomération inter-départementale regroupant 407  communes, dont elle est une commune de la banlieue,,. Par ailleurs la commune fait partie de l'aire d'attraction de Paris, dont elle est une commune du pôle principal,. Cette aire regroupe 1 929 communes,.

### Lieux-dits et écarts
La commune compte 50 lieux-dits administratifs répertoriés consultables ici (source : le fichier Fantoir).

### Quartiers
Le vieux bourg concentre la majorité de la population. Cependant, un quartier en pleine expansion à l'extrême sud de la commune, forme (avec les quartiers limitrophes des communes de Serris et de Montévrain), le Centre Urbain du Val d'Europe. Les communes limitrophes incluent : Chalifert, Coupvray, Dampmart, Montévrain et Serris.
Le vieux bourg a connu une importante rénovation en 2011 avec la construction de nouveaux logements et d'une nouvelle place de part et d'autre de la rue Paul-Laguesse.

### Occupation des sols
L'occupation des sols de la commune, telle qu'elle ressort de la base de données européenne d’occupation biophysique des sols Corine Land Cover (CLC), est marquée par l'importance des territoires artificialisés (68,7 % en 2018), en augmentation par rapport à 1990 (51,8 %). La répartition détaillée en 2018 est la suivante : 
espaces verts artificialisés, non agricoles (37,6% ), zones urbanisées (26,8% ), terres arables (24,2% ), forêts (6,2% ), zones industrielles ou commerciales et réseaux de communication (4,3% ), zones agricoles hétérogènes (0,9 %).
Parallèlement, L'Institut Paris Région, agence d'urbanisme de la région Île-de-France, a mis en place un inventaire numérique de l'occupation du sol de l'Île-de-France, dénommé le MOS (Mode d'occupation du sol), actualisé régulièrement depuis sa première édition en 1982. Réalisé à partir de photos aériennes, le Mos distingue les espaces naturels, agricoles et forestiers mais aussi les espaces urbains (habitat, infrastructures, équipements, activités économiques, etc.) selon une classification pouvant aller jusqu'à 81 postes, différente de celle de Corine Land Cover,,. L'Institut met également à disposition des outils permettant de visualiser par photo aérienne l'évolution de l'occupation des sols de la commune entre 1949 et 2018.

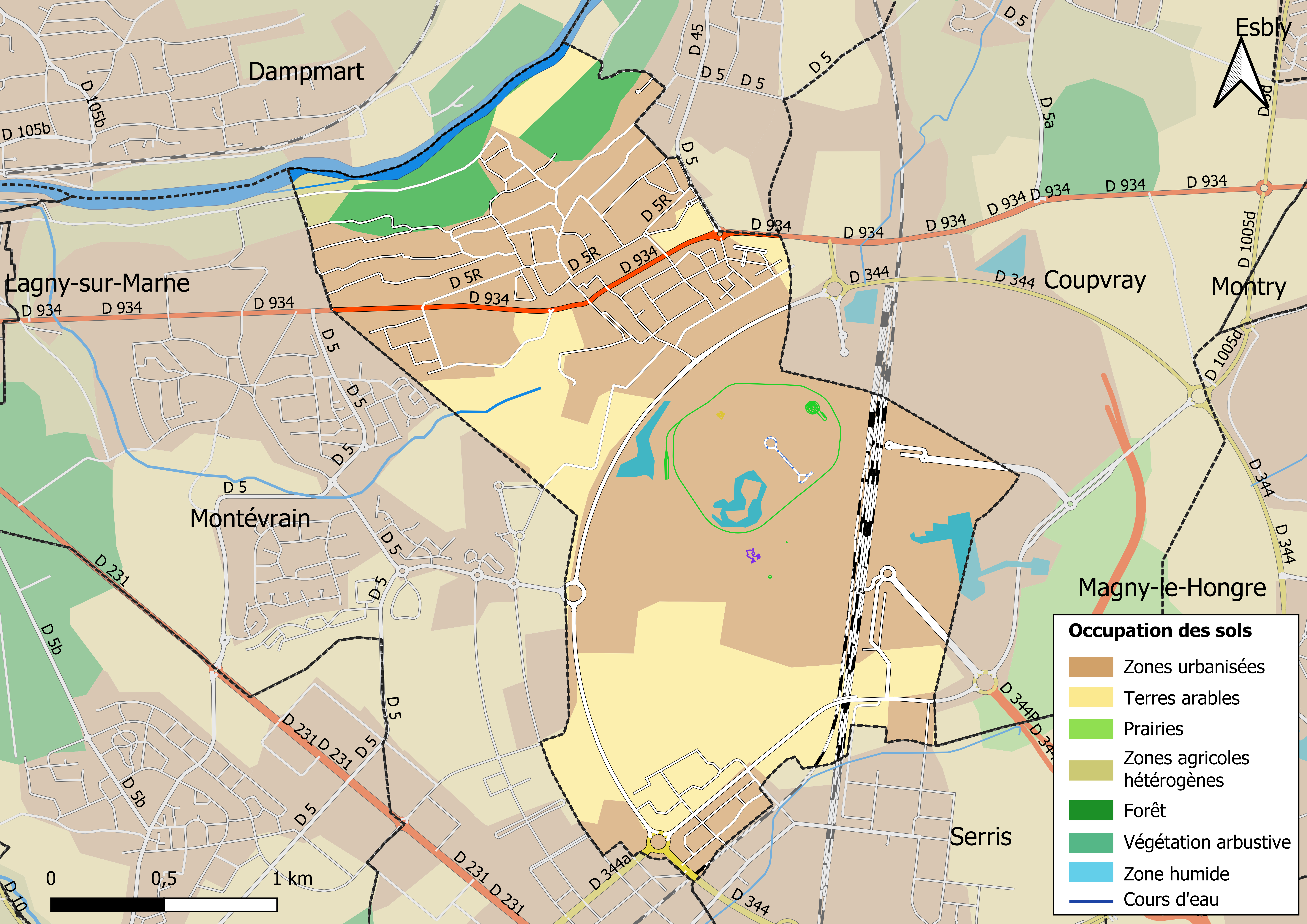
Carte des infrastructures et de l'occupation des sols en 2018 (CLC) de la commune.
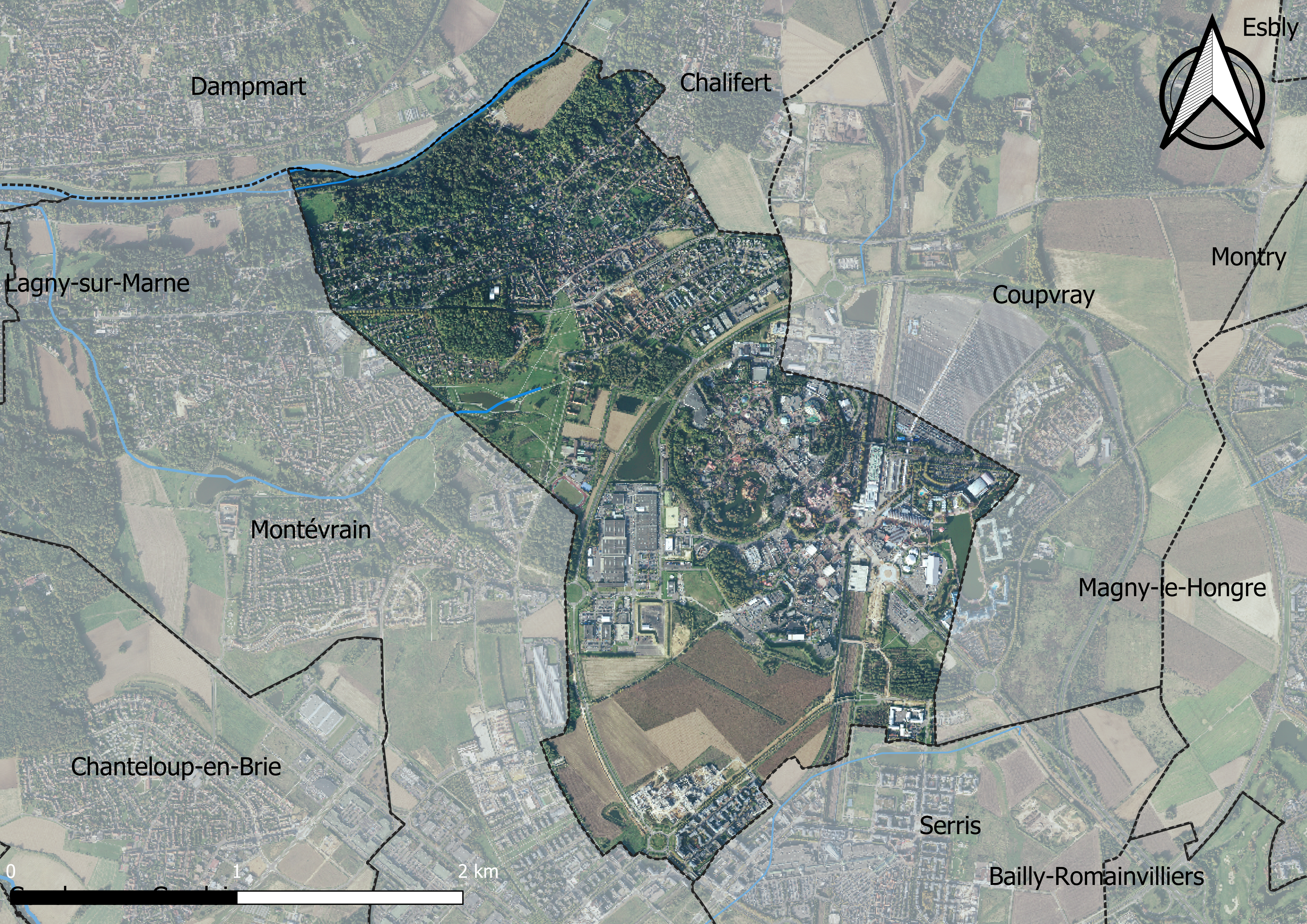
Carte orhophotogrammétrique de la commune.

### Planification
La commune, en 2019, avait engagé l'élaboration d'un plan local d'urbanisme.

### Logement
En 2016, le nombre total de logements dans la commune était de 2 330 dont 39,3 % de maisons et 58,9 % d’appartements.
Parmi ces logements, 89 % étaient des résidences principales, 2,6 % des résidences secondaires et 8,4 % des logements vacants.
La part des ménages propriétaires de leur résidence principale s’élevait à 51,8 % contre 46,2 % de locataires, dont 11,1 % de logements HLM loués vides (logements sociaux) et 2 % logés gratuitement.

### Voies de communication et transports

#### Voies de communication
- La commune est desservie par l'Autoroute A4, avec la sortie 14 Val d'Europe : Marne-la-Vallée-Val d'Europe, Parcs Disney, Bailly-Romainvilliers, Centre commercial régional.
- À l'est de la commune, se trouve la RD 344 (boulevard du Grand-Fossé), boulevard circulaire autour des communes du Val d'Europe.
- Au nord de la commune, se trouve la RD 934 , ancienne Route nationale 34 (avenue Thibaud-de-Champagne).

Le bourg et la mairie sont localisés à 5 kilomètres de la gare de Marne-la-Vallée - Chessy et à 3 kilomètres du centre urbain de Chessy et de la gare du Val d'Europe.

#### Transports
- La gare de Marne-la-Vallée - Chessy (Marne-la-Vallée Chessy - Parcs Disneyland et Marne-la-Vallée Chessy TGV), ouverte en 1992, s’intègre actuellement dans un pôle multimodal relié à la ligne A du RER qui se rend vers Paris, et, depuis 1994, aux cinq lignes à grande vitesse françaises, Atlantique vers Rennes, Nantes et Bordeaux, Sud-Est vers Lyon puis Méditerranée vers Marseille et Montpellier, Nord vers Lille, Londres et Bruxelles et Est européenne vers Strasbourg.
- Depuis 2001, la gare du Val d'Europe, située sur la ligne A du RER, est localisée au sud-ouest de la commune, en limite de Serris et de Montévrain.
- Chessy est desservie par le Réseau de bus de Marne-la-Vallée avec les lignes 02 vers Lagny-sur-Marne, 06 vers Coupvray et la gare d'Esbly, 23 vers Lagny-sur-Marne, 24 vers Jablines, 34 entre Val d'Europe et Marne-la-Vallée - Chessy, 35 (ligne circulaire), 43 vers les écoles et 47 vers Bailly-Romainvilliers.
- Le réseau de bus Brie et 2 Morin avec les lignes 17.
- Le réseau de bus Meaux et Ourcq avec les lignes 18.
- Le réseau de bus Provinois - Brie et Seine dessert Chessy avec la ligne 50 vers Provins.
- La nuit, les lignes Noctilien N130 et N141 desservent Chessy depuis et vers Paris-Gare-de-Lyon, Paris-Gare-de-l'Est et Meaux.
- À horizon 2022, la commune sera desservie par un BHNS, le Bus EVE[25]. qui reliera les gares du Val d'Europe et de Marne-la-Vallée - Chessy à la gare d'Esbly, en correspondance avec la ligne P du Transilien.

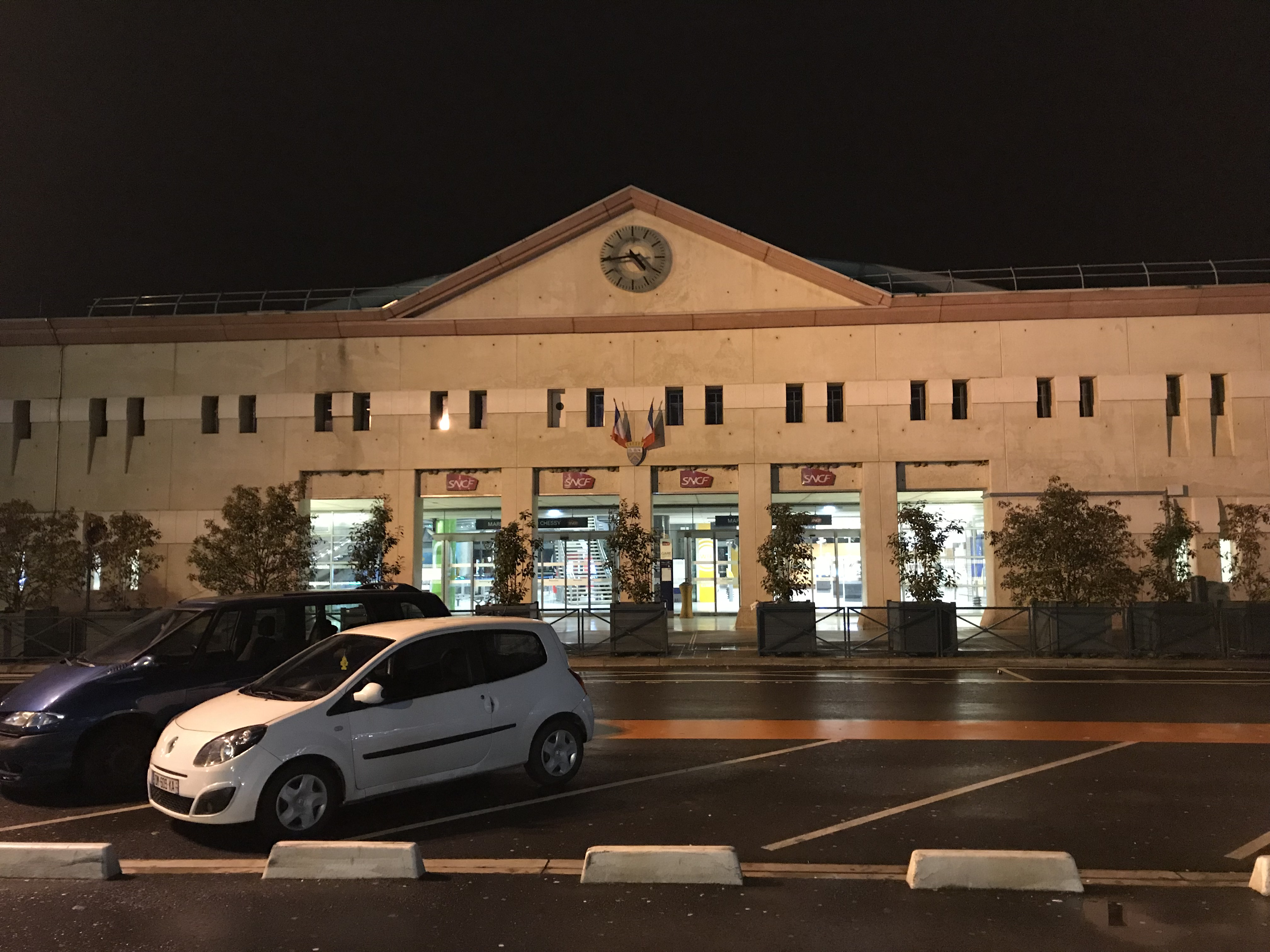
Gare de Marne-la-Vallée - Chessy.
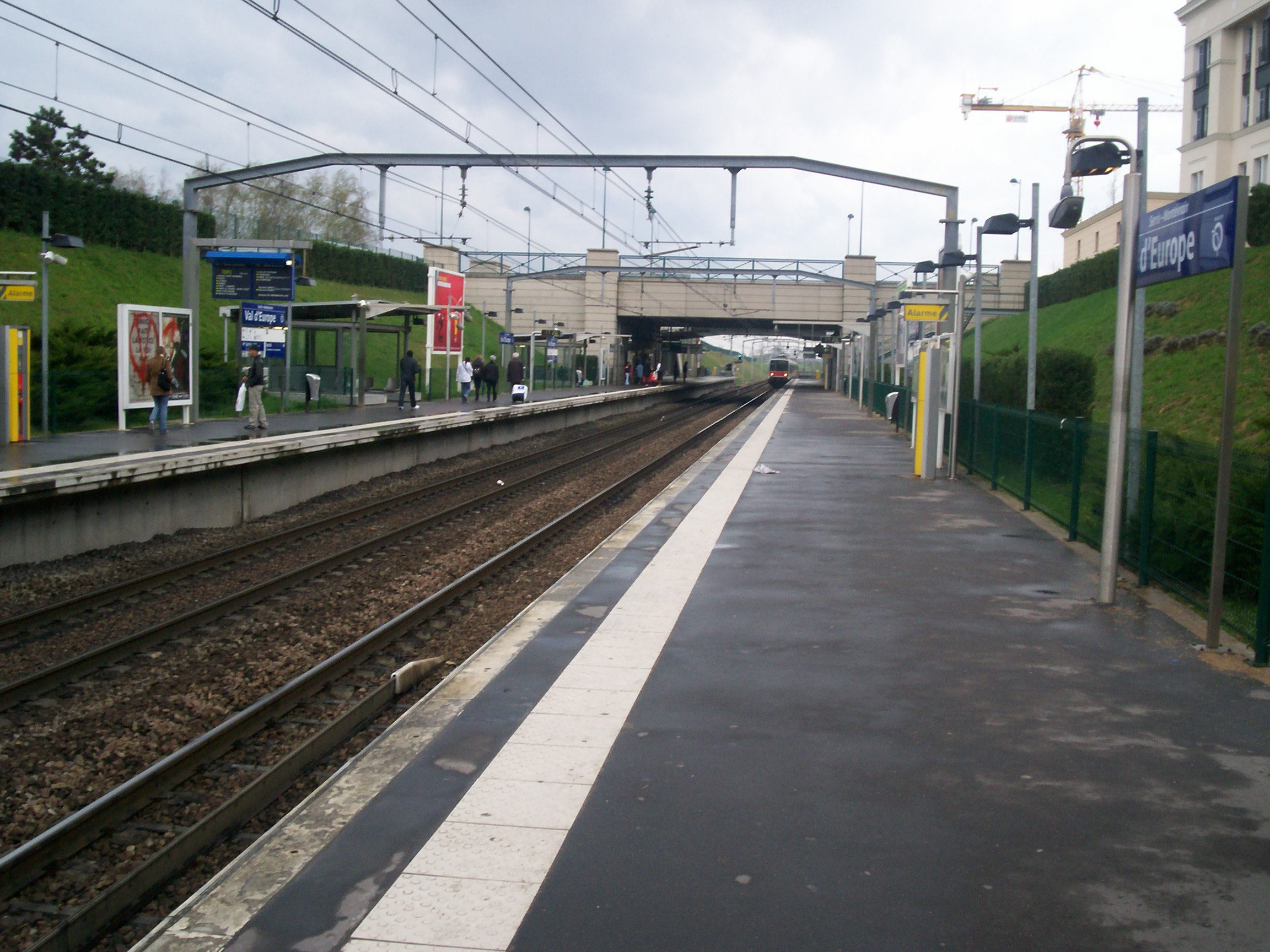
Gare du Val d'Europe.
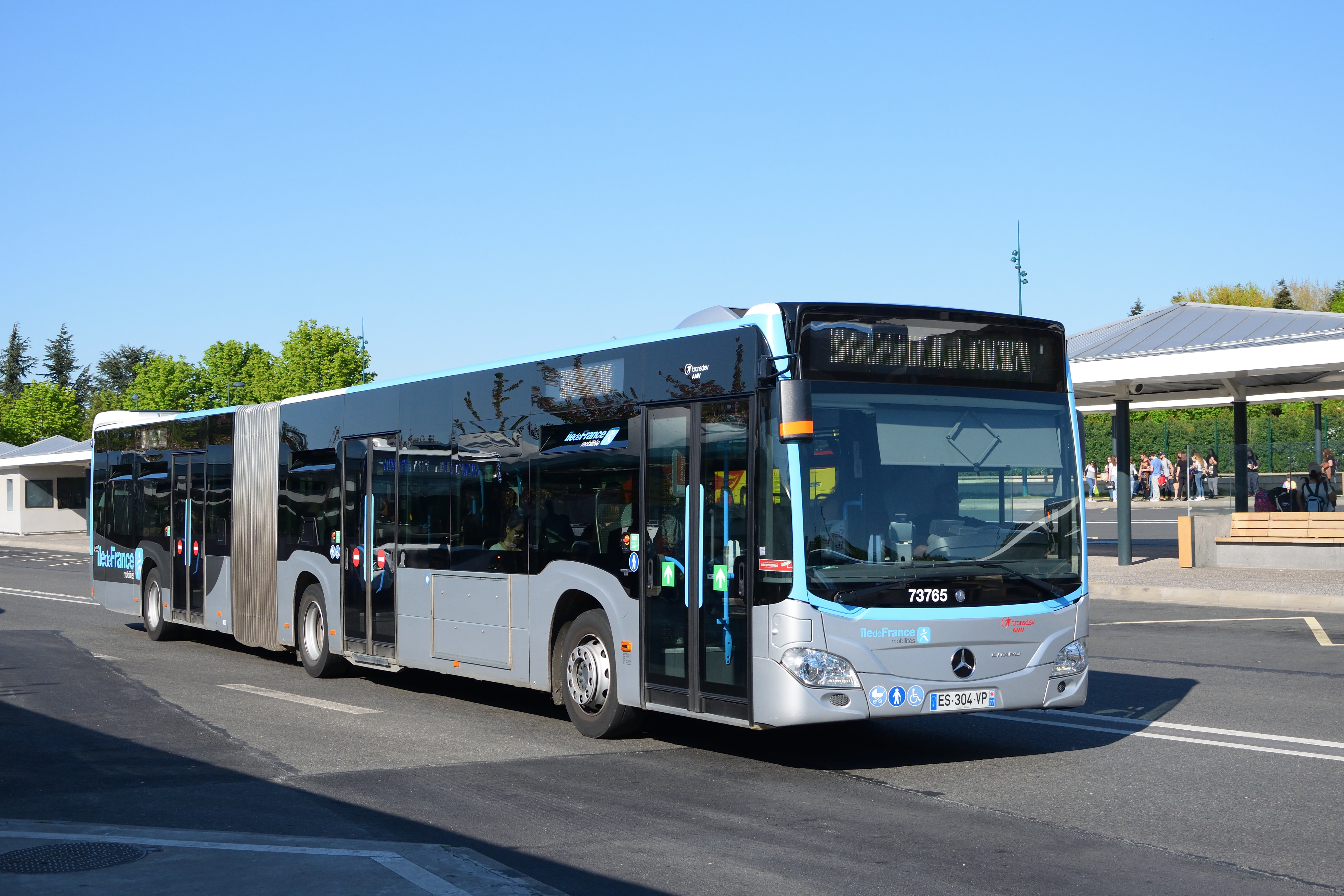
Ligne 34 du réseau de bus de Marne-la-Vallée.
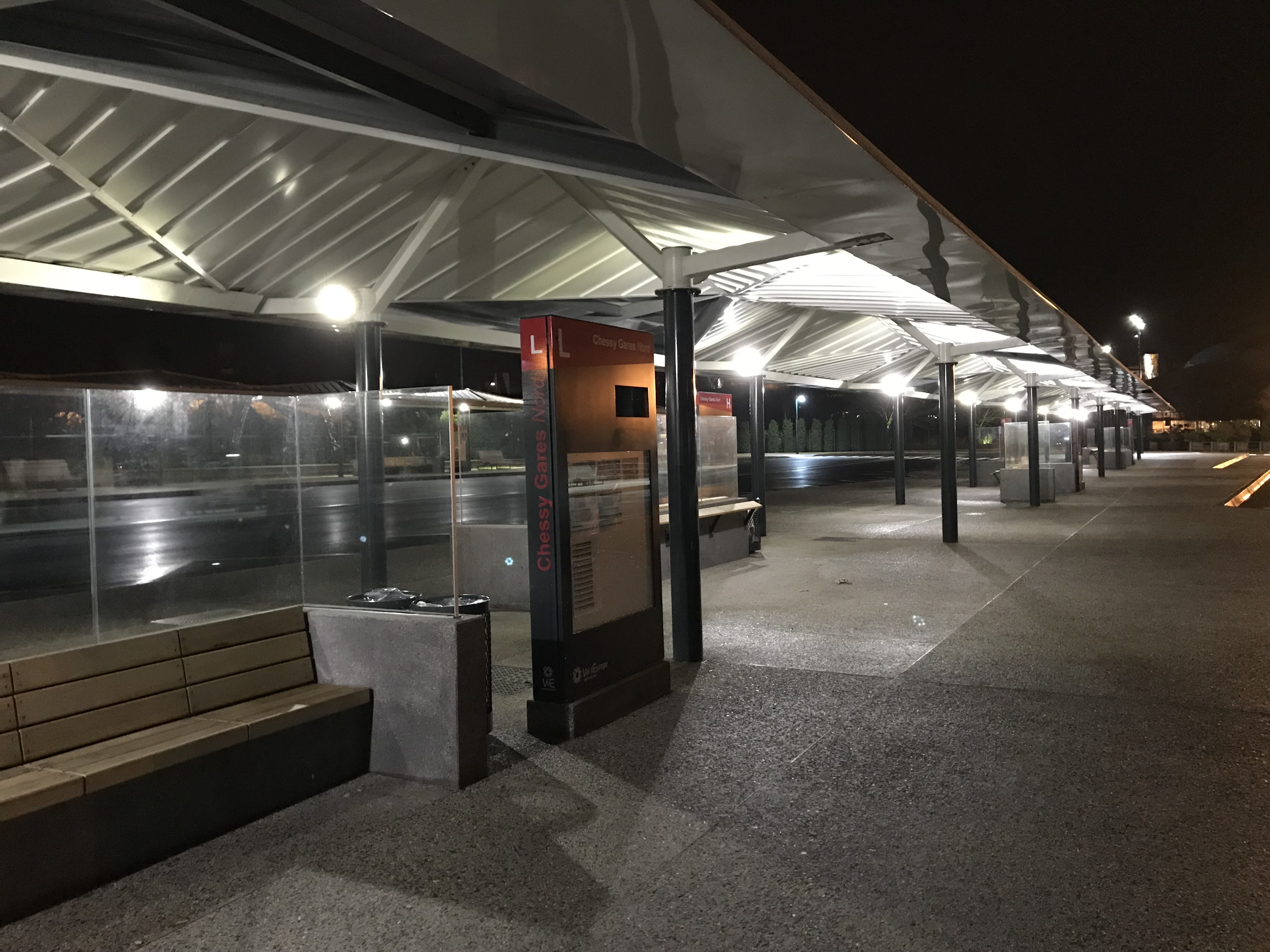
Gare routière de Marne-la-Vallée - Chessy.

## Toponymie
Le nom de Chessy est un anthroponyme dérivé de caseus, « fromage » (peut-être un marchand de fromage).
Le nom de la localité est mentionné sous les formes Choisy en 1184, ; Chissiacum en 1195 ; M. de Caseio en vers 1214 ; Chiessi, Domus fortis de Chissi en 1250 ; Checiacum en 1268 ; La ville de Checy en 1427 ; Checiacum in Bria en 1432 ; La ville de Checy en Brye en 1521 ; Chesiacum en 1525 ; Chessy en Brye près Laigny-sur-Marne en 1540 ; Checy sur Marne en 1560.

## Histoire

### Avant leXVIIesiècle
L'occupation du plateau de Chessy par les villageois, des agriculteurs pour la plupart, remonte à la période laténienne (Protohistoire, second âge du Fer vers 450 avant notre ère).
Aux environs du XIe siècle, les villageois abandonnent le plateau et s'installent vraisemblablement sur le bord du coteau. Le déplacement du village du plateau vers le coteau est probablement justifié par l'installation des seigneurs sur le plateau avant la fin du Moyen Âge. En effet, la première mention d'un Seigneur de Pommeuse remonte à 1420, il s'agissait de Robert de Courtignon. La présence d'un seigneur sous-entend aussi la présence d'un logis seigneurial et un texte de 1583 mentionne pour la première fois un manoir, celui de Laurent Bellanger, seigneur de Pommeuse.
La seule unité concrète et reconnue du Moyen Âge est le site des Cornilles (au XIIIe – XVIe siècles). Il existait alors des maisons d'habitation avec jardin contigu le long de la rue principale, un cimetière accueillant 1 500 sépultures environ et la défunte chapelle Saint Eloy.

### Développement du bourg à partir duXVIIesiècle

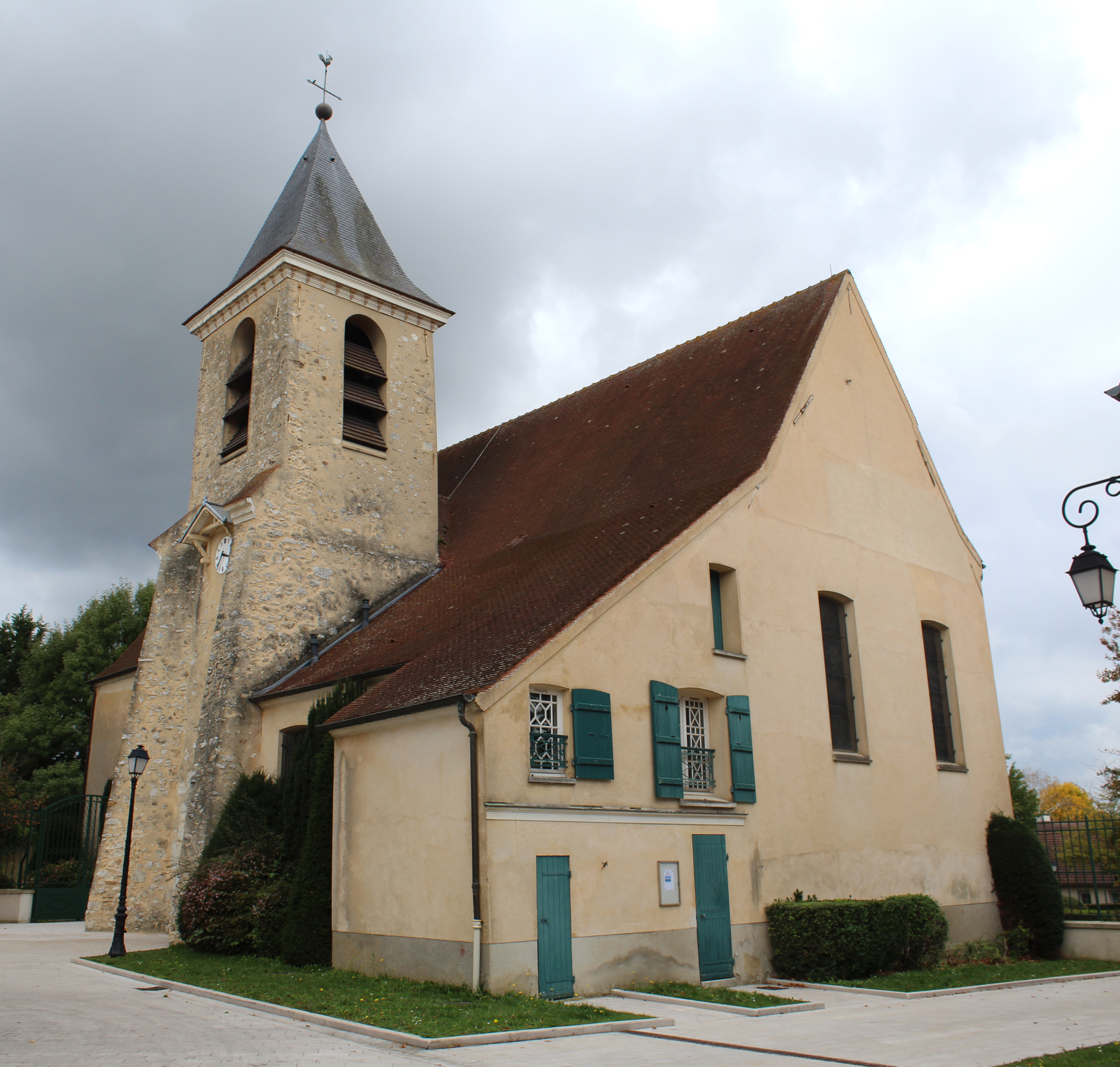
Église et prieuré Saint-Nicolas de Chessy.

L'école existe à Chessy depuis au moins 1664. Elle était alors située dans l'actuelle rue des Fermes.
Au XVIIIe siècle, le village et le domaine du château étaient séparés par la Route Royale. Cette voie existe encore, partiellement pavée : ce sont la rue Charles de Gaulle et la rue de Lagny.
Le seul élément pérenne évident du village est l'église Saint-Nicolas, qui a été reconstruite en 1743. Sur la place de l'église existe actuellement l'Auberge Saint-Nicolas. Elle est présente depuis au moins 1619 sous d'autres appellations mais existait sous son nom au moins en 1920.
Le château date du XVIIIe siècle et la glacière du château, toujours visible dans un parc urbain, date de 1773.
La seconde école, abritant également la Mairie et présente juste après la révolution française, était installée en deçà de la pharmacie actuelle, rue Charles de Gaulle.
L'aqueduc de la Dhuis est implanté dans la commune entre 1863 et 1865. Il a alors pour objectif d'alimenter en eau potable l'est de l'agglomération parisienne depuis la rivière Dhuis.
La Mairie actuelle accueillit la troisième Mairie-école, acquise en 1880 grâce à l'intervention philanthropique du maire de l'époque, Jules Chartier.

### Époque contemporaine

#### Début d'urbanisation au long duXXesiècle

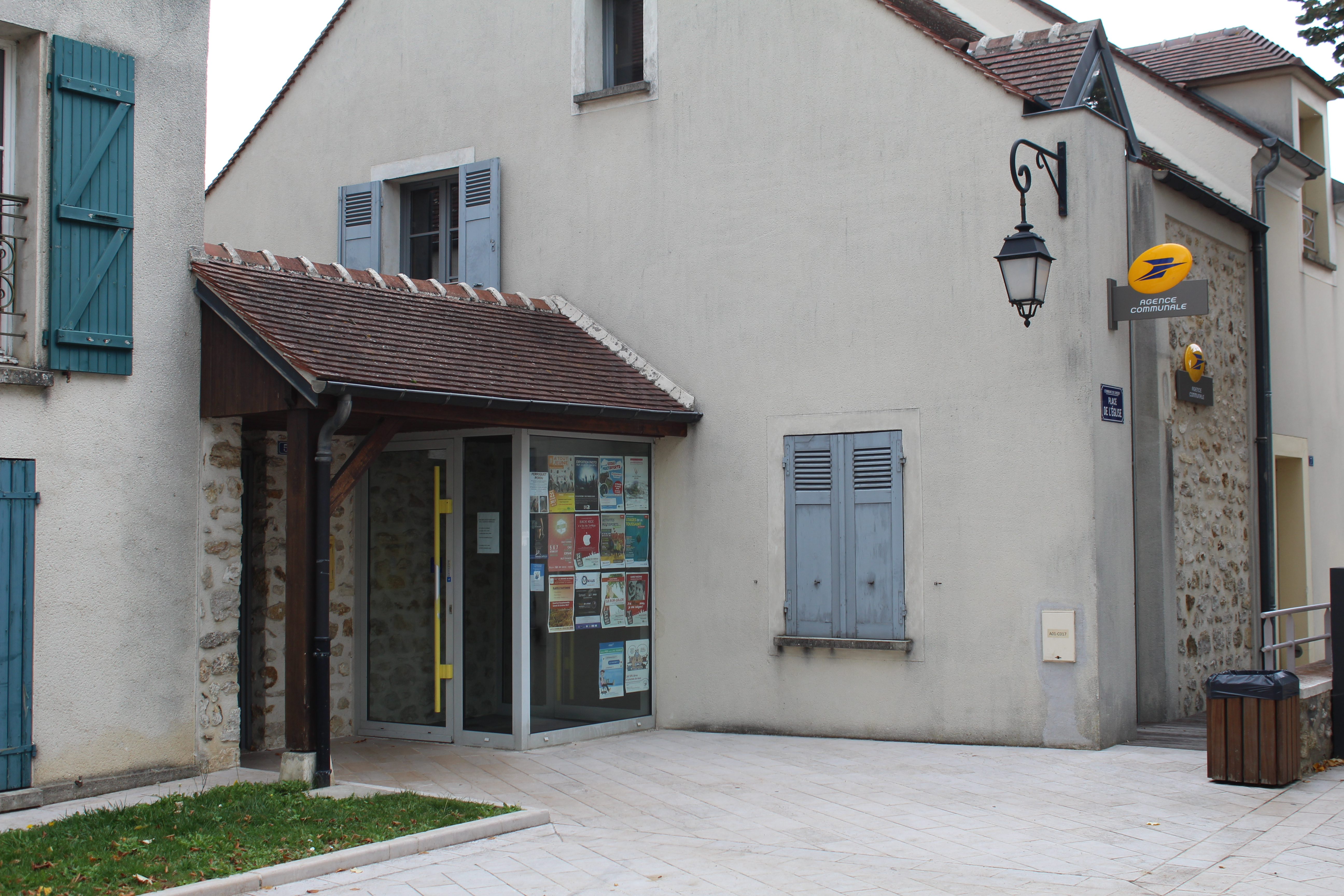
Agence postale de Chessy

Entre Chessy et Dampmart, l'Aqueduc de la Dhuis franchit la Marne par un aqueduc. En 1939, au début de la Seconde Guerre mondiale, le pont est bombardé et détruit ; les pierres de l'ouvrage restent à l'abandon.
L'urbanisation débute réellement dans les années 1950-1960. L'habitat implanté sur le coteau même qui descend jusqu'à la Marne est bien postérieur, ce type de terrain en pente difficile à aménager ayant par ailleurs longtemps été planté en vignes.
À partir des années 1960, surtout 1970, Chessy est devenue un lieu de villégiature pour des parisiens qui ont construit sur le coteau des maisons ou maisonnettes de week-end. Avec la poussée vers l'est de l'agglomération parisienne, les résidences secondaires se sont peu à peu transformées en résidences principales et le coteau s'est fortement urbanisé.
En 1987, la commune intègre le secteur IV de Marne-la-Vallée, Val d'Europe au sein d'un Syndicat d'agglomération nouvelle. Cette même année est créé le jardin de sculptures de la Dhuys. En 1992, est inauguré sur une parcelle de champ le 
parc à thèmes Disneyland.

#### Depuis l'implantation du complexe Disneyland

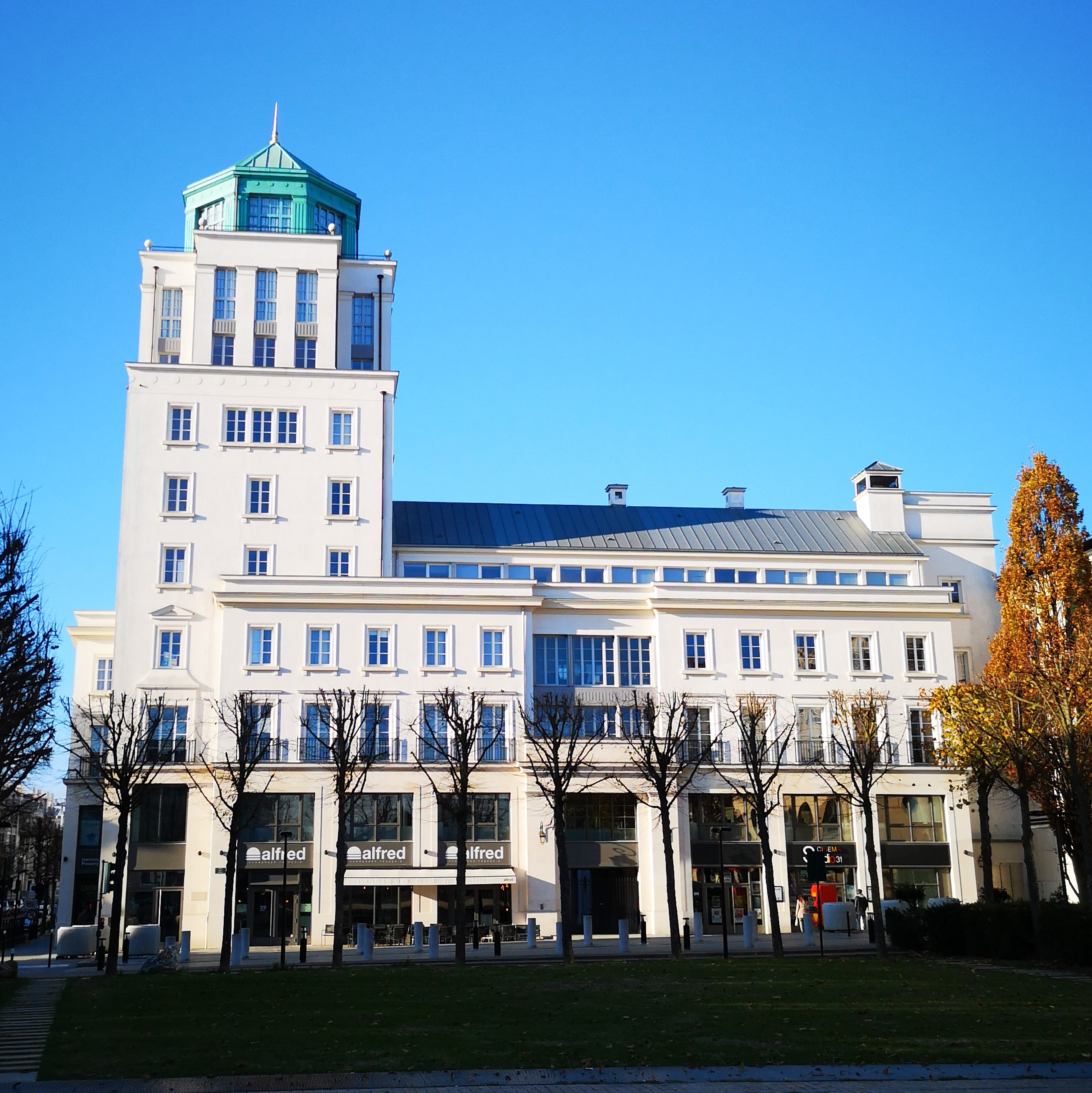
Quartier du centre urbain côté Chessy.

Le destin de Chessy a véritablement basculé avec la création en 1987 du secteur IV de la ville nouvelle de Marne-la-Vallée et la réalisation dans les années qui ont suivi du pôle touristique de Disneyland Paris. Passer d'un village rural au développement modéré à une ville périurbaine qui doit se construire sur 30 ans, constitue un bouleversement considérable, tant du point de vue démographique, économique, sociologique que du point de vue de l'identité et de l'image.
Le complexe de Disneyland Paris est implanté en 1992 avec le parc Disneyland et la zone de divertissements Disney Village. La gare de Marne-la-Vallée - Chessy est également inaugurée en 1992 et le TGV voit son arrivée en 1994. Dans le même temps, le Syndicat d'agglomération nouvelle s'implante dans le château de Chessy.

#### XXIesiècle
Au début des années 2000, le quartier urbain de Chessy situé dans le secteur du Val d'Europe au sud de la commune commence son développement. La gare RER du Val d'Europe est inaugurée en 2001 et le parc d'attractions Walt Disney Studios en 2002.
Le bourg de Chessy est rénové en profondeur en 2011.
Depuis, la commune poursuit son développement, à la fois dans le bourg et dans le centre urbain (créations d'écoles, d'un collège, d'une médiathèque, réaménagement de parcs urbains, implantations en 2018 dans le centre urbain d'un cinéma d'art et essai, et en 2021 d'un nouveau centre culturel dans la ferme des Tournelles).
En 2016, le Syndicat d'agglomération nouvelle devient Val d'Europe Agglomération, dont le siège est toujours situé dans le château de Chessy.
Par le décret du 30 mars 2023, une partie de territoire de la commune de Montévrain est rattachée à la commune de Chessy.

## Politique et administration

### Intercommunalité
Chessy fait partie de Val d'Europe Agglomération avec 9 autres communes. Elle accueille le siège de l'intercommunalité dans le Château de Chessy, près du parc du Bicheret.
Elle est l'une des 5 communes historiques de l'intercommunalité avec Coupvray, Serris, Bailly-Romainvilliers et Magny-le-Hongre.

S'en sont rajoutées en 2018 les communes de Villeneuve-le-Comte et de Villeneuve-Saint-Denis, puis en 2020 les communes d'Esbly, de Montry et de Saint-Germain-sur-Morin.

Logo de Val d'Europe Agglomération.
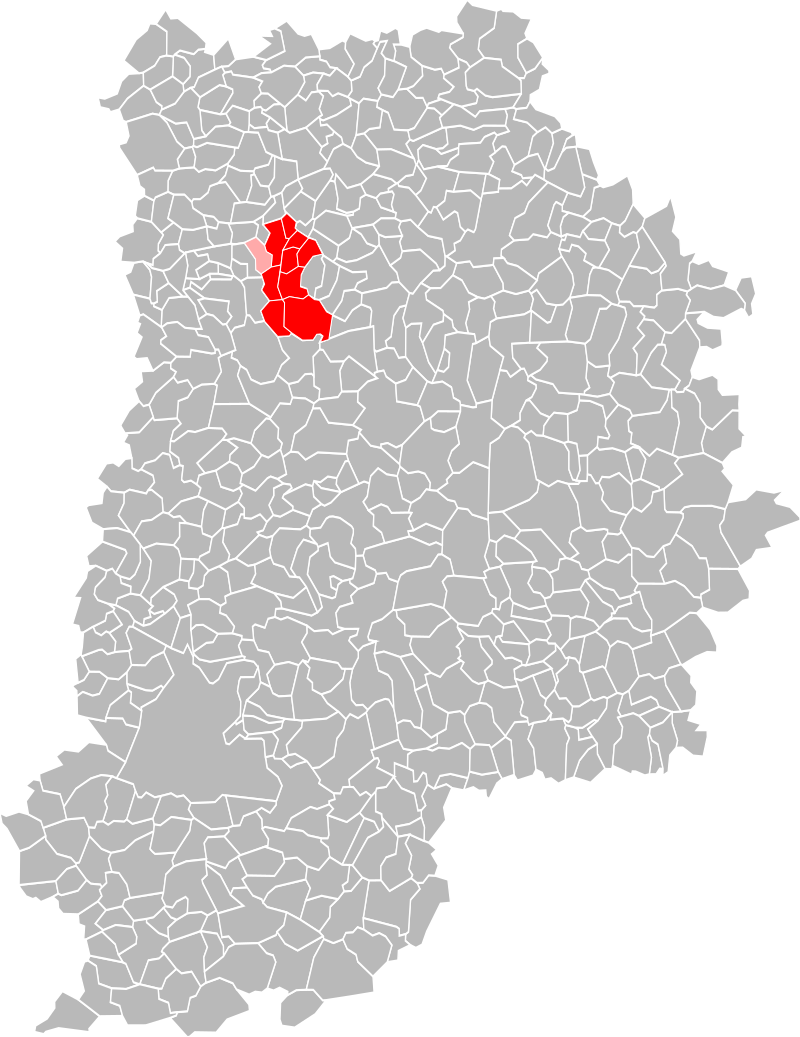
Localisation de Chessy au sein de Val d'Europe Agglomération.

### Rattachements administratifs et électoraux
La commune est située dans le département de Seine-et-Marne, dont la préfecture est Melun. Elle est située dans l'arrondissement de Torcy.
La commune fait partie du canton de Serris depuis 2015. De 1993 à 2015, elle avait été intégrée au canton de Thorigny-sur-Marne.
Elle fait partie de la huitième circonscription de Seine-et-Marne.
L’organisation juridictionnelle rattache les justiciables cassassiens au tribunal de grande instance de Meaux, au tribunal d’instance de Lagny-sur-Marne et au tribunal administratif de Melun, tous rattachés à la cour d'appel de Paris.

### Tendances politiques et résultats
Les personnalités exerçant une fonction élective dont le mandat est en cours et en lien direct avec le territoire de Chessy sont les suivantes :
| Élection             | Territoire         | Titre                      | Nom                             | Tendance politique | - | Début de mandat | Fin de mandat |
| -------------------- | ------------------ | -------------------------- | ------------------------------- | ------------------ | - | --------------- | ------------- |
| Municipales 2020     | Commune de Chessy  | Maire de Chessy            | Olivier Bourjot                 | DVD                |   | mai 2020        | mars 2026     |
| Départementales 2015 | Canton de Serris   | Conseillers départementaux | Thierry Cerri et Anne Gbiorczyk | DVD                |   | 2021            | 2028          |
| Législatives 2024    | 8e circonscription | Député                     | Arnaud Bonnet                   | NFP-ECO            |   | juillet 2024    | 2029          |

#### Élections présidentielles
Résultats des deuxièmes tours :
- Élection présidentielle de 2012 : 55,57 % pour Nicolas Sarkozy (UMP), 44,43 % pour François Hollande (PS), 81,43 % de participation[42].
- Élection présidentielle de 2017 :  71,90 % pour Emmanuel Macron (LREM), 28,10 % pour Marine Le Pen (FN), 78,25 % de participation[43].
- Élection présidentielle de 2022[44] : 67,04 % pour Emmanuel Macron (LREM), 32,96 % pour Marine Le Pen (RN). Le taux de participation était de 76,09 %.

#### Élections législatives
Résultats des deuxièmes tours :
- Élections législatives de 2012 : 53,05 % pour Chantal Brunel (UMP), 46,95 % pour Eduardo Rihan Cypel (PS), 54,59 % de participation[45].
- Élections législatives de 2017 : 67,83 % pour Jean-Michel Fauvergue (LREM), 32,17 % pour Chantal Brunel (LR), 54,12 % de participation[46].

#### Élections européennes
Résultats des deux meilleurs scores :
- Élections européennes de 2014 : 24,87 % pour Aymeric Chauprade (FN), 24,66 % pour Alain Lamassoure (UMP), 40,18 % de participation[47].
- Élections européennes de 2019 : 28,89 % pour Nathalie Loiseau (LREM), 17,56 % pour Marine Le Pen (RN), 52,55 % de participation[48].

#### Élections régionales
Résultats des deux meilleurs scores :
- Élections régionales de 2015 : 45,75 % pour Valérie Pécresse (LR), 18,37 % pour Claude Bartolone (PS), 55,36 % de participation[49].

#### Élections départementales
Résultats des deuxièmes tours :
- Élections départementales de 2015 : 74,67 % pour Arnaud de Belenet et Valérie Pottiez-Husson (UMP), 25,33 % pour Georges Hurth et Irina Longuet (FN), 45,72 % de participation[50].

### Liste des maires

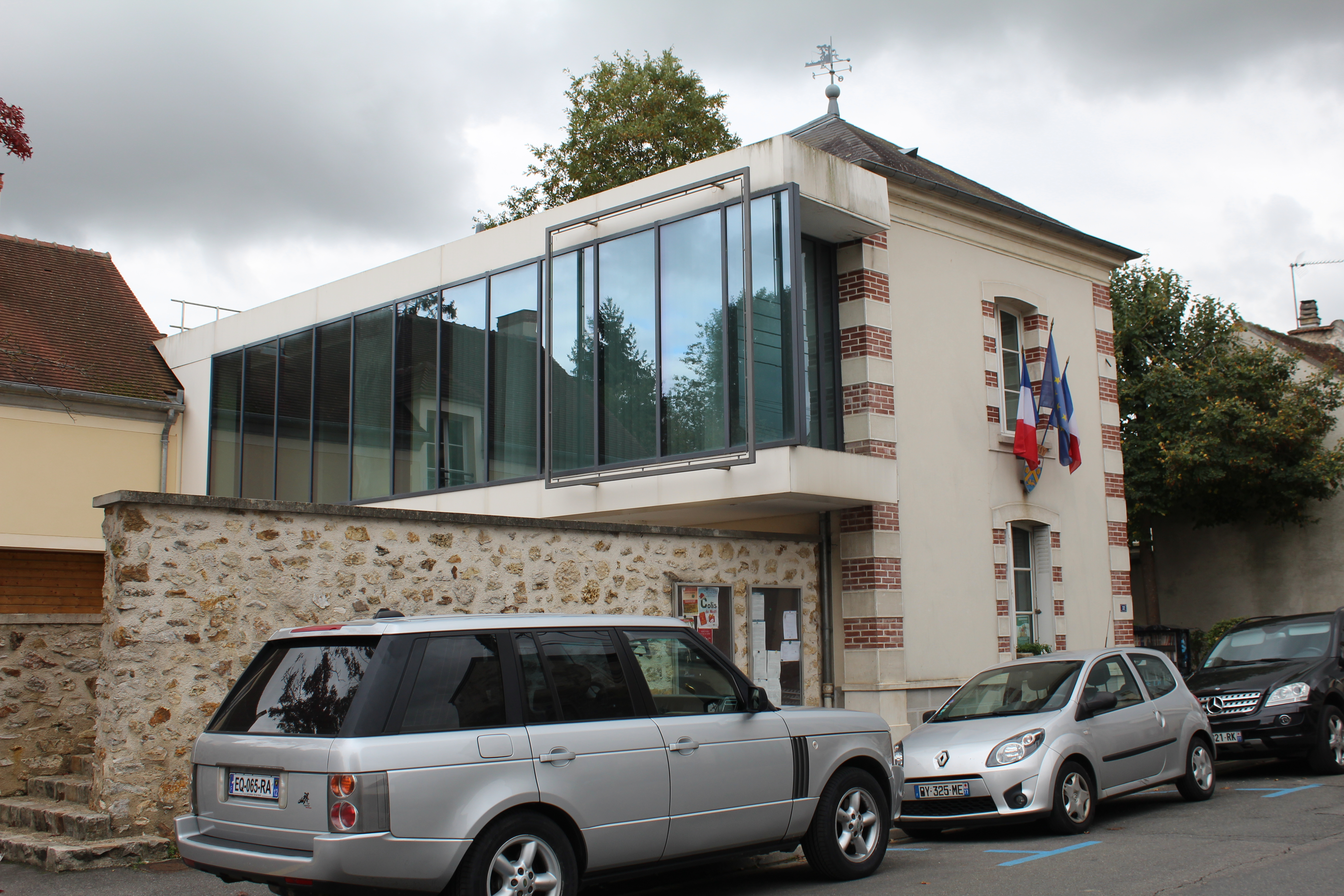
Mairie de Chessy.

| Période                                  | Période                      | Identité          | Étiquette | Qualité |
| ---------------------------------------- | ---------------------------- | ----------------- | --------- | --- |
| Les données manquantes sont à compléter. |                              |                   |           | |
| 1912                                     | 1914                         | André Gedalge     |           | |
| 1914                                     | 1929                         | Edmond Chartier   |           | |
| 1929                                     | 1933                         | Achille Senot     |           | |
| 1933                                     | 1944                         | Firmin Prunet     |           | |
| 1944                                     | 1945                         | René Delabarre    |           | |
| 1945                                     | 1953                         | Firmin Prunet     |           | |
| mai 1953                                 | mars 1965                    | Roger Chartier    |           | |
| mars 1965                                | mars 1971                    | Julien Bachellery |           | |
| mars 1971                                | 1985                         | Pierre Bourjot    | DVD-RPR   | Agriculteur |
| 1985                                     | mars 1989                    | Odette Pasqualini |           | Présidente du SAN du Val d'Europe (1987 → 1989)                                                                  |
| mars 1989                                | En cours (au 7 juillet 2020) | Olivier Bourjot   | DVD       | Chef d'entreprise Conseiller général de Thorigny-sur-Marne (1993 → 2004) Réélu en 1995, 2001, 2008, 2014 et 2020 |

### Jumelages
En date de mai 2020, la commune ne s'est pas encore engagée dans une démarche de jumelage.

## Équipements et services

### Eau et assainissement
L’organisation de la distribution de l’eau potable, de la collecte et du traitement des eaux usées et pluviales relève des communes. La loi NOTRe de 2015 a accru le rôle des EPCI à fiscalité propre en leur transférant cette compétence. Ce transfert devait en principe être effectif au 1er janvier 2020, mais la loi Ferrand-Fesneau du 3 août 2018 a introduit la possibilité d’un report de ce transfert au 1er janvier 2026,.

#### Assainissement des eaux usées
En 2020, la gestion du service d'assainissement collectif de la commune de Chessy est assurée par Val d'Europe Agglomération (CAVEA) pour la collecte et . Ce service est géré en délégation par une entreprise privée, dont le contrat arrive à échéance le 31 décembre 2027,,.
La station d'épuration Equalia est quant à elle gérée par le SIA de Marne-la-Vallée (SIAM) qui a délégué la gestion à une entreprise privée, VEOLIA, dont le contrat arrive à échéance le 31 décembre 2020,.
L’assainissement non collectif (ANC) désigne les installations individuelles de traitement des eaux domestiques qui ne sont pas desservies par un réseau public de collecte des eaux usées et qui doivent en conséquence traiter elles-mêmes leurs eaux usées avant de les rejeter dans le milieu naturel. Val d'Europe Agglomération (CAVEA) assure pour le compte de la commune le service public d'assainissement non collectif (SPANC), qui a pour mission de vérifier la bonne exécution des travaux de réalisation et de réhabilitation, ainsi que le bon fonctionnement et l’entretien des installations. Cette prestation est déléguée à la SAUR, dont le contrat arrive à échéance le 31 décembre 2027,.

#### Eau potable
En 2020, l'alimentation en eau potable est assurée par Val d'Europe Agglomération (CAVEA) qui en a délégué la gestion à la SAUR, dont le contrat expire le 31 décembre 2027,.

## Population et société

### Démographie
L'évolution du nombre d'habitants est connue à travers les recensements de la population effectués dans la commune depuis 1793. Pour les communes de moins de 10 000 habitants, une enquête de recensement portant sur toute la population est réalisée tous les cinq ans, les populations de référence des années intermédiaires étant quant à elles estimées par interpolation ou extrapolation. Pour la commune, le premier recensement exhaustif entrant dans le cadre du nouveau dispositif a été réalisé en 2004.

En 2022, la commune comptait 7 242 habitants, en évolution de +36,72 % par rapport à 2016 (Seine-et-Marne : +3,92 %, France hors Mayotte : +2,11 %).
| 1793 | 1800 | 1806 | 1821 | 1831 | 1836 | 1841 | 1846 | 1851 |
| ---- | ---- | ---- | ---- | ---- | ---- | ---- | ---- | ---- |
| 332  | 341  | 367  | 326  | 341  | 328  | 355  | 359  | 402  |

| 1856 | 1861 | 1866 | 1872 | 1876 | 1881 | 1886 | 1891 | 1896 |
| ---- | ---- | ---- | ---- | ---- | ---- | ---- | ---- | ---- |
| 365  | 369  | 361  | 324  | 350  | 368  | 330  | 332  | 352  |

| 1901 | 1906 | 1911 | 1921 | 1926 | 1931 | 1936 | 1946 | 1954 |
| ---- | ---- | ---- | ---- | ---- | ---- | ---- | ---- | ---- |
| 369  | 326  | 309  | 271  | 267  | 308  | 337  | 323  | 402  |

| 1962 | 1968 | 1975 | 1982 | 1990  | 1999  | 2004  | 2006  | 2009  |
| ---- | ---- | ---- | ---- | ----- | ----- | ----- | ----- | ----- |
| 394  | 462  | 582  | 760  | 1 124 | 1 667 | 2 418 | 3 060 | 4 216 |

| 2014  | 2019  | 2022  | - | - | - | - | - | - |
| ----- | ----- | ----- | - | - | - | - | - | - |
| 4 842 | 6 304 | 7 242 | - | - | - | - | - | - |

### Enseignement
Les établissements scolaires de Chessy sont situés dans l'Académie de Créteil.
L'école existe à Chessy depuis au moins 1664. La seconde école, abritant également la Mairie, a été installée après la révolution française.
La Mairie actuelle accueillit la troisième Mairie-école, acquise en 1880 grâce à l'intervention philanthropique du maire de l'époque, Jules Chartier.
La quatrième école, l’École Cornélius, est mise en service en 1994. La statue du précepteur de Babar est inaugurée le 3 octobre 1998, en présence de Laurent et Mathieu de Brunhoff, les fils du créateur de Babar. La famille de Brunhoff avait en effet habité la villa Lermina construite en 1802, actuelle Muscadelle.
En 2002, les locaux flambant neufs d’une nouvelle école, l’École Tournesol, implantés dans le centre urbain ont ouvert leurs portes, afin d’assurer les besoins de scolarisation liés à l’extension de la commune. Puis pour satisfaire et répondre aux besoins d’accueil de jeunes enfants, une nouvelle structure petite enfance vient en 2005 s’installer au cœur du Val d’Europe, face à l’école Tournesol en complément de celle implantée dans le bourg, Les 3 Ours.
En ce qui concerne l'enseignement secondaire, la ville possède un collège (collège Le Vieux Chêne). Le lycée de rattachement est le lycée Émilie du Châtelet, situé à Serris, avec des sections internationales qui y sont proposées. Pour l'enseignement supérieur, un pôle universitaire est situé au Val d'Europe et un second au Campus de Marne-la-Vallée à Champs-sur-Marne.

## Économie

### Revenus de la population et fiscalité
En 2018, le nombre de ménages fiscaux de la commune était de 2 364 (dont 71 % imposés), représentant 6 321 personnes et la  médiane du revenu disponible par unité de consommation  de 26 930 euros.

### Emploi
En 2017 , le nombre total d’emplois dans la zone était de 13 714, occupant 2 979 actifs  résidants.
Le taux d'activité de la population (actifs ayant un emploi) âgée de 15 à 64 ans s'élevait à 76,4 % contre un taux de chômage de 6,9 %.
Les 16,7 % d’inactifs se répartissent de la façon suivante : 9,6 % d’étudiants et stagiaires non rémunérés, 2,9 % de retraités ou préretraités et 4,3 % pour les autres inactifs.

### Secteurs d'activité

#### Entreprises et commerces
En 2018, le nombre d'établissements actifs était de 560 dont 21 dans l’industrie manufacturière, industries extractives et autres, 47 dans la construction, 148 dans le commerce de gros et de détail, transports, hébergement et restauration, 41 dans l’Information et communication, 29 dans les activités financières et d'assurance, 20 dans les activités immobilières, 137 dans les activités spécialisées, scientifiques et techniques et activités de services administratifs et de soutien, 76 dans l’administration publique, enseignement, santé humaine et action sociale et 41  étaient relatifs aux autres activités de services.
En 2019, 122 entreprises ont été créées sur le territoire de la commune, dont 87 individuelles.
Au 1er janvier 2021, la commune disposait de 3 149 chambres d’hôtels dans 4 établissements et ne possédait aucun terrain de  camping.

euro Disney S.C.A.

Le siège social d'Euro Disney S.C.A. est situé sur la commune de Chessy (avenue Hergé, dans le centre urbain). Le groupe Euro Disney exploite au travers de ses filiales le complexe de loisirs Disneyland Paris et développe en partenariat avec l’État et les collectivités territoriales, le secteur IV de la ville nouvelle de Marne-la-Vallée, Val d'Europe.
Sur la commune se situent également les deux parcs d'attractions Disneyland, le Disney Village et plusieurs hôtels partenaires.

#### Agriculture
Chessy est dans la petite région agricole dénommée les « Vallées de la Marne et du Morin », couvrant les vallées des deux rivières, en limite de la Brie. En 2010, l'orientation technico-économique de l'agriculture sur la commune est la culture de céréales et d'oléoprotéagineux (COP).
Si la productivité agricole de la Seine-et-Marne se situe dans le peloton de tête des départements français, le département enregistre un double phénomène de disparition des terres cultivables (près de 2 000 ha par an dans les années 1980, moins dans les années 2000) et de réduction d'environ 30 % du nombre d'agriculteurs dans les années 2010. Cette tendance se retrouve au niveau de la commune où le nombre d’exploitations est passé de 4 en 1988 à 1 en 2010. Parallèlement, la taille de ces exploitations augmente, passant de 134 ha en 1988 à 219 ha en 2010.
Le tableau ci-dessous présente les principales caractéristiques des exploitations agricoles de Chessy, observées sur une période de 22 ans : 
|                                      | 1988 | 2000 | 2010 |
| ------------------------------------ | ---- | ---- | ---- |
| Dimension économique,                |      |      |      |
| Nombre d’exploitations (u)           | 4    | 2    | 1    |
| Travail (UTA)                        | 8    | 4    | 2    |
| Surface agricole utilisée (ha)       | 535  | 377  | 219  |
| Cultures                             |      |      |      |
| Terres labourables (ha)              | 525  | s    | s    |
| Céréales (ha)                        | 356  | s    | s    |
| dont blé tendre (ha)                 | 244  | s    | s    |
| dont maïs-grain et maïs-semence (ha) | s    | s    | s    |
| Tournesol (ha)                       | 0    |      |      |
| Colza et navette (ha)                | 37   | s    | s    |
| Élevage                              |      |      |      |
| Cheptel (UGBTA)                      | 0    | 0    | 0    |

## Culture locale et patrimoine

### Lieux et monuments
.

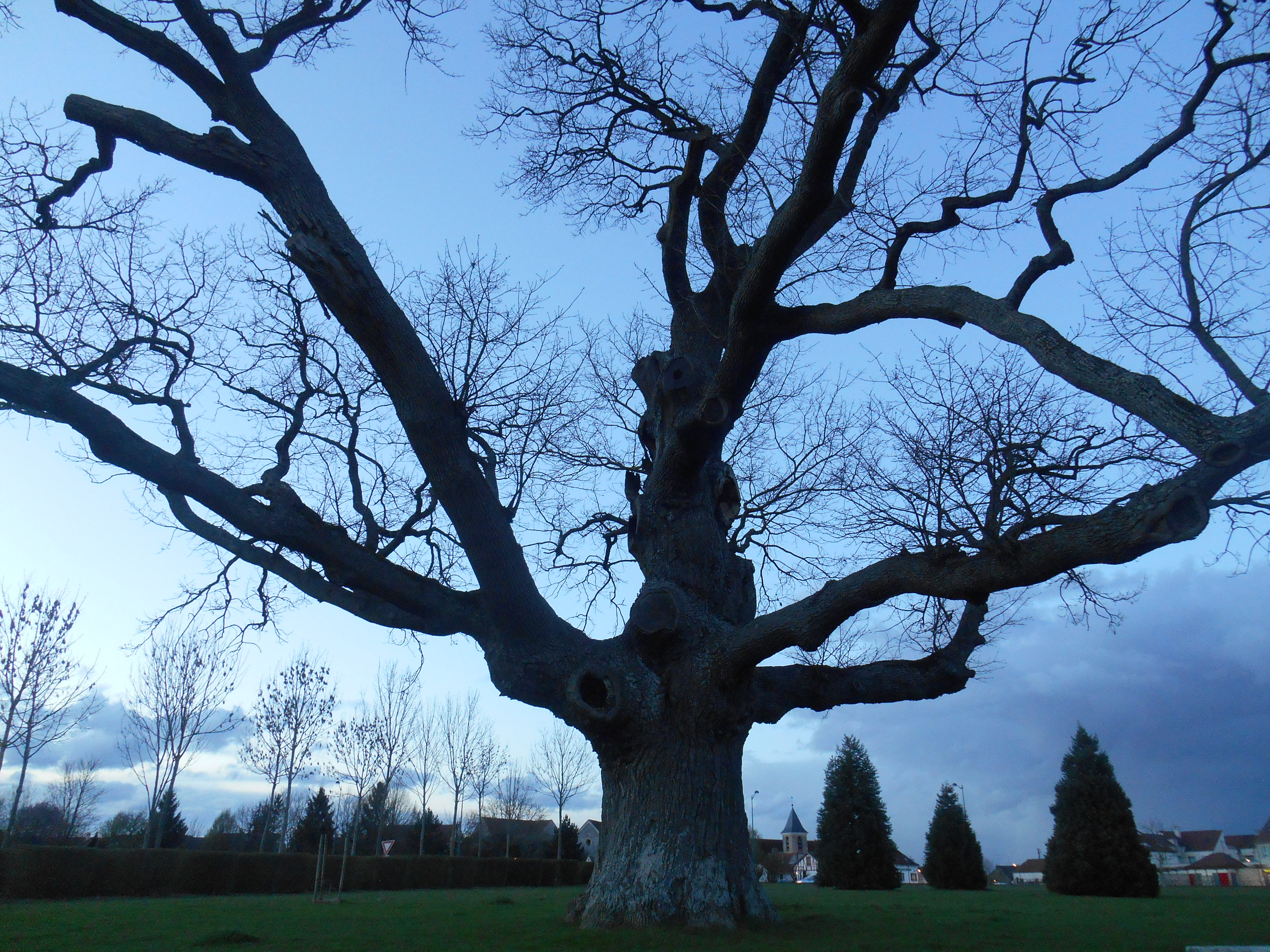
Chêne de Chessy (nommé Vieux Chêne) (arbre remarquable)

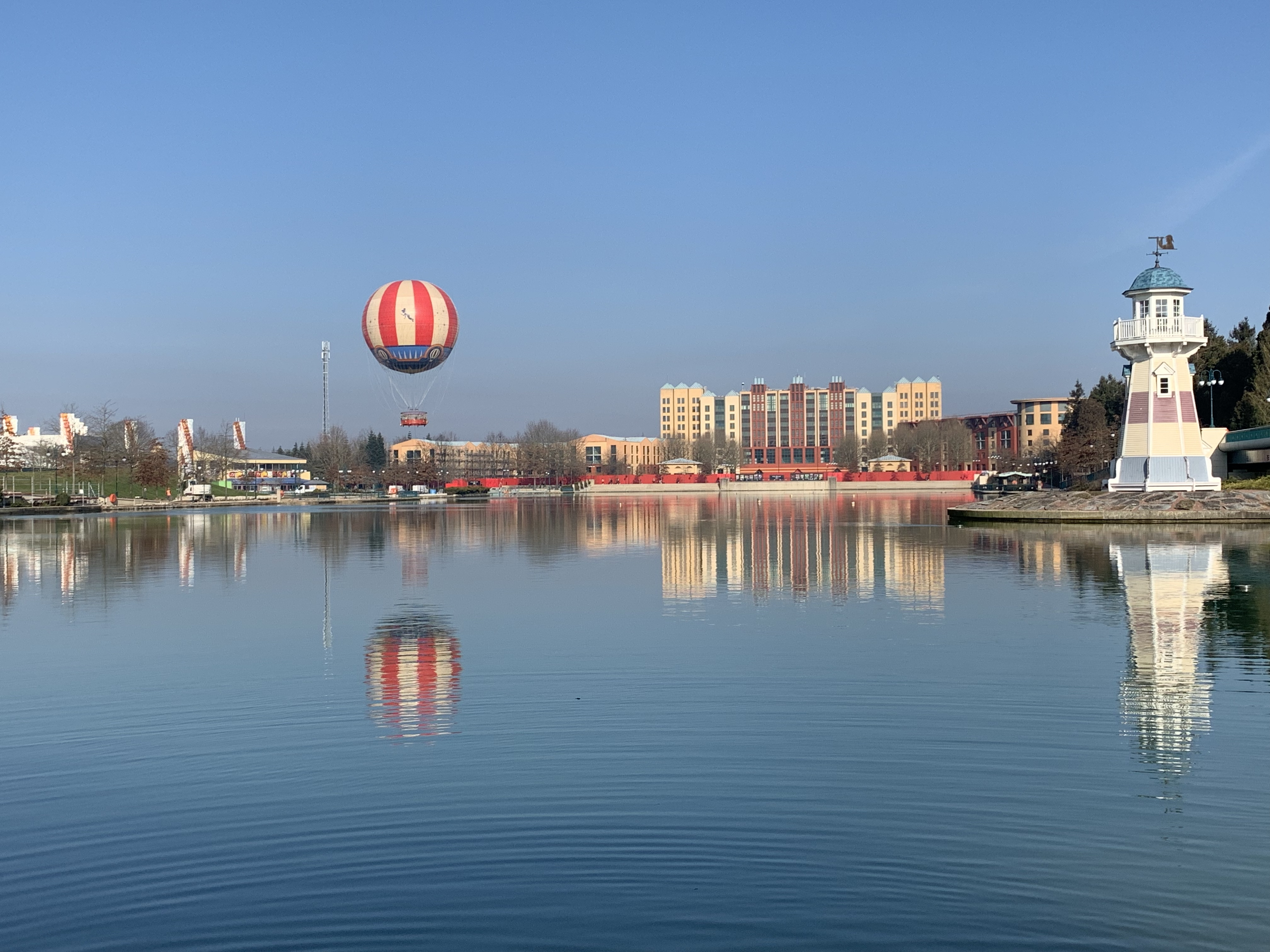
Lac Buena Vista, situé dans Disney Village

- le Chêne remarquable, âgé de 400 ans.
- le Colombier, construit en 1600 dans les dépendances du Château de Chessy.
- le château de Chessy (XVIIe siècle), siège de l'intercommunalité Val d'Europe Agglomération.
- l'église Saint-Nicolas de Chessy, reconstruite en 1743.
- la Glacière du Château de Chessy, construite en 1773 et toujours présente dans le parc de la ville.
- les points hectométriques de l'aqueduc de la Dhuis, construit en 1865.
- l'actuelle mairie, construite en 1880.
- le Jardin de sculptures de la Dhuys, créé en 1987 par Jacques Servières sur les bords de Marne.
- la statue de Cornélius, conseiller de Babar, inaugurée en 1998 devant l'école Cornélius dans le bourg.
- les parcs et la forêt des Frênes et du Bicheret ; la promenade du bord de Marne.
- Le cinéma Studio 31 (art et essai), implanté depuis 2018 dans le quartier du Val d'Europe et le multiplexe Gaumont Disney Village, implanté depuis 1997.

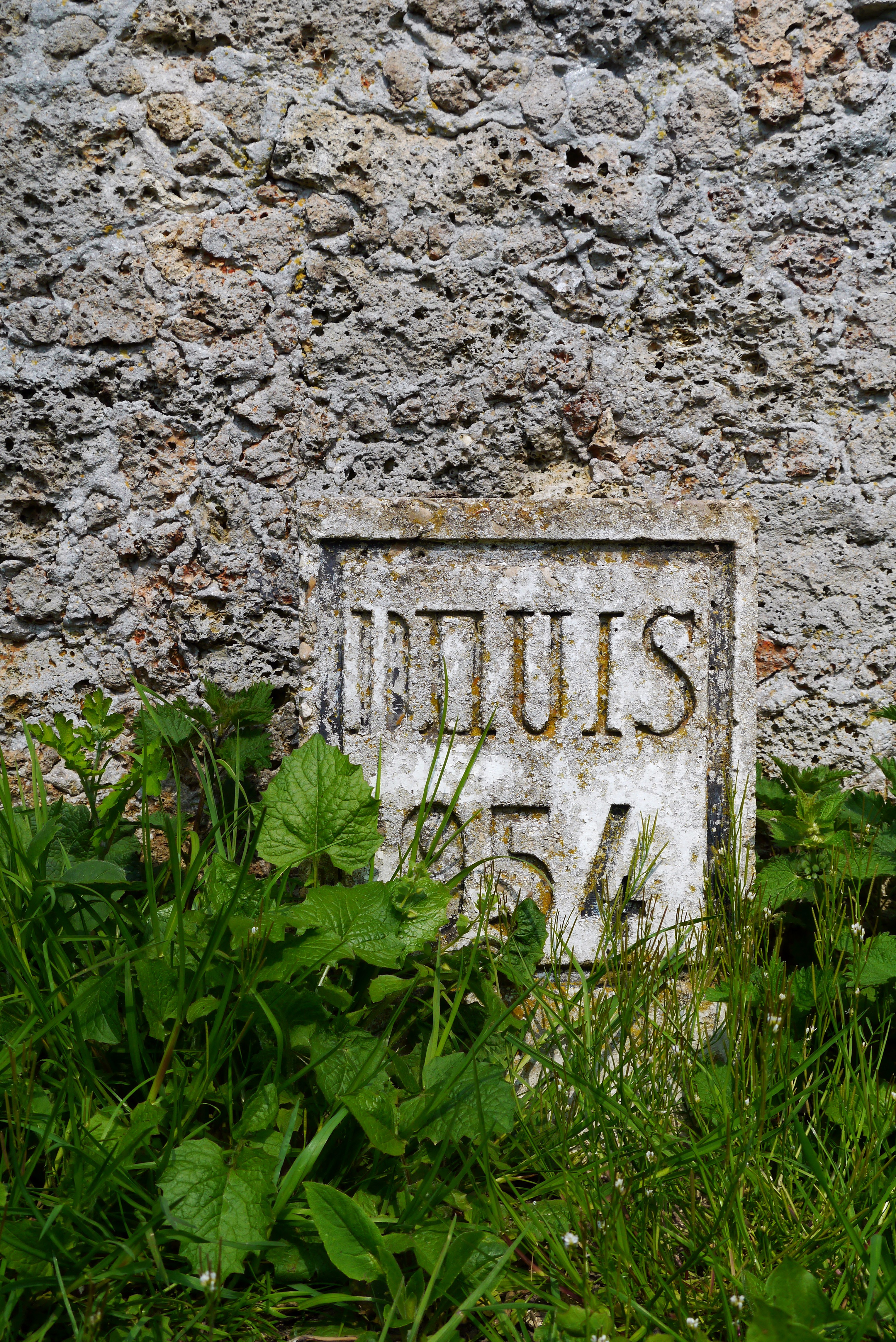
Aqueduc de la Dhuis.
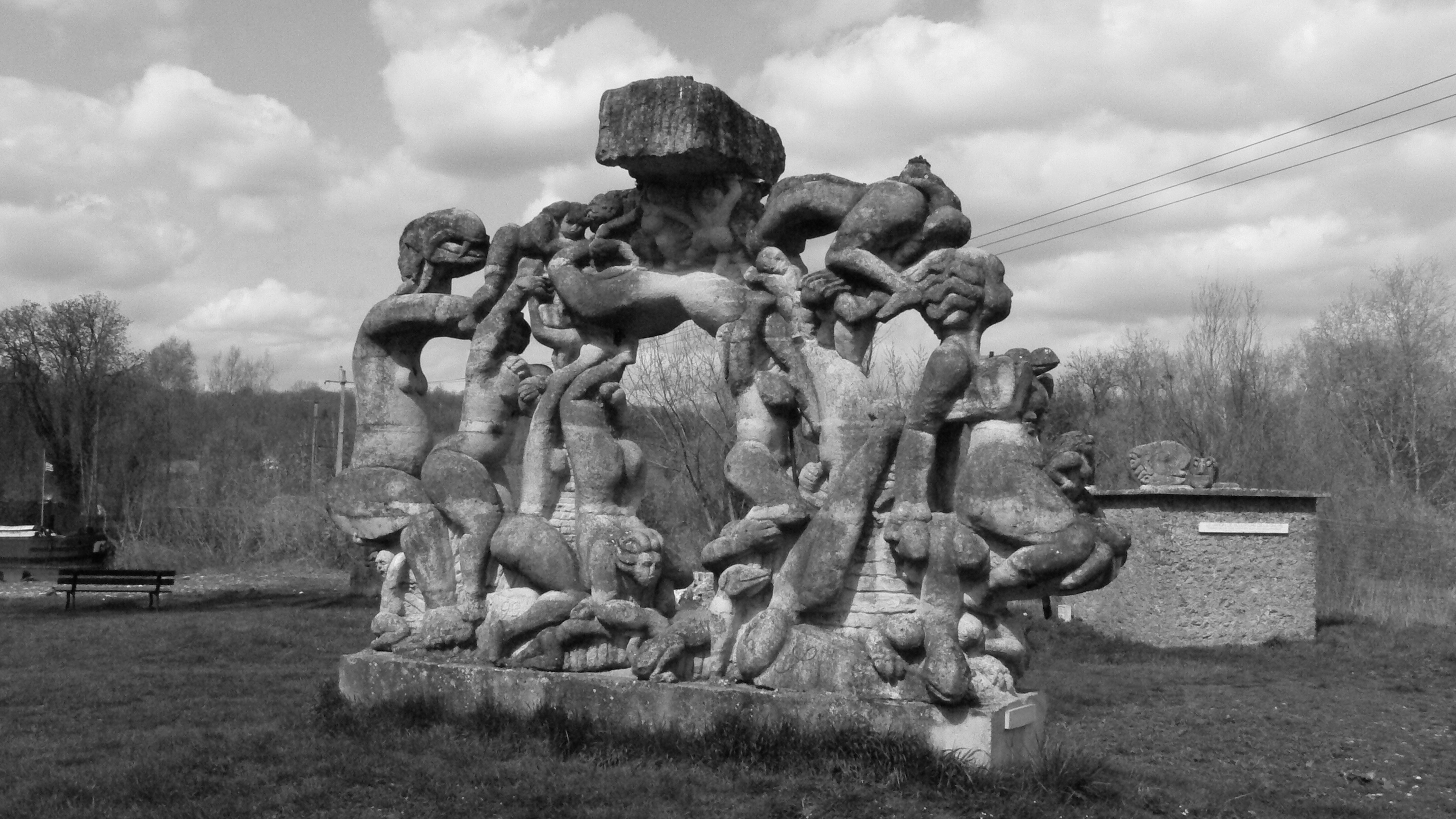
Jardin de sculptures de la Dhuys.
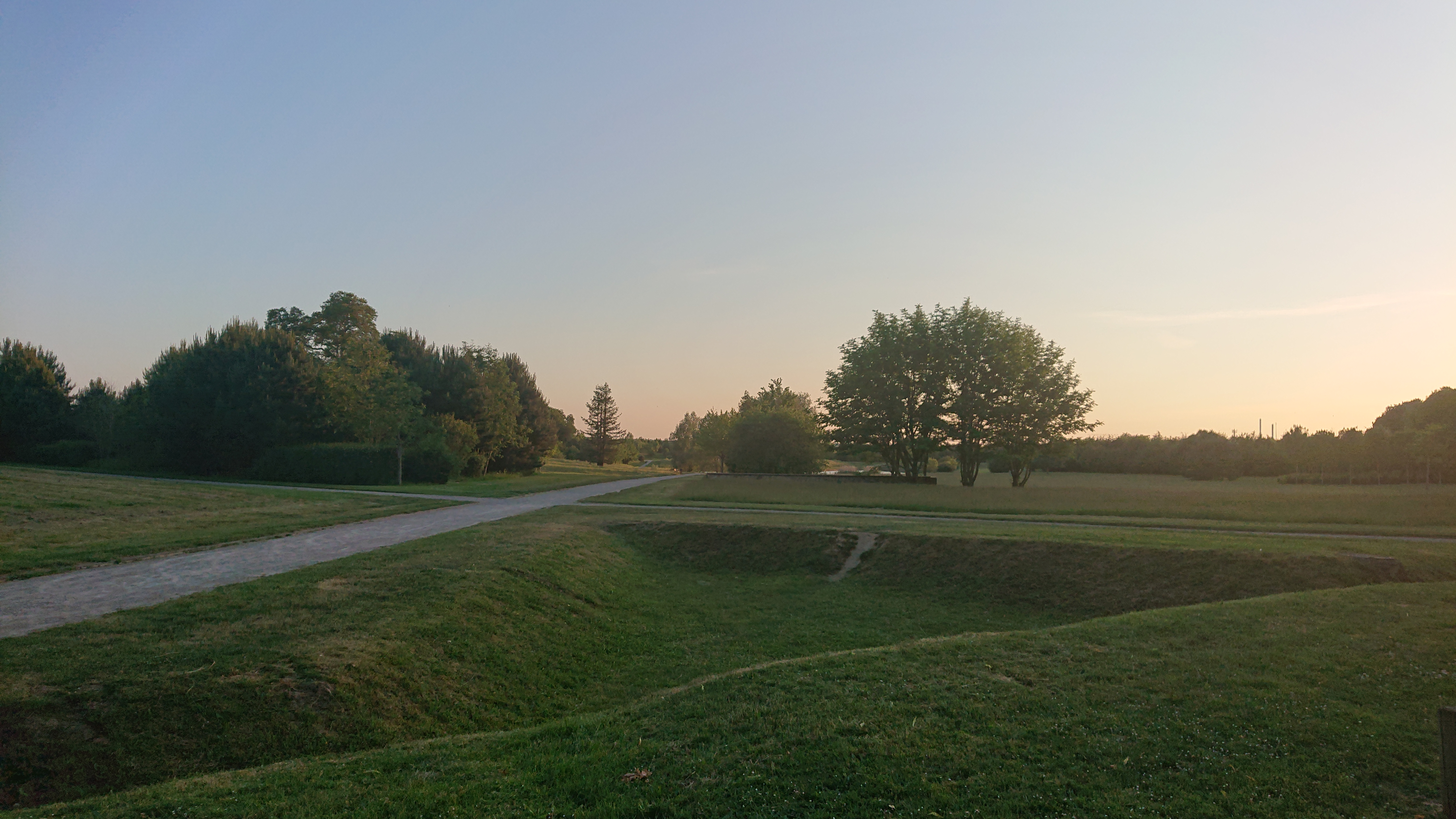
Parc du Bicheret.
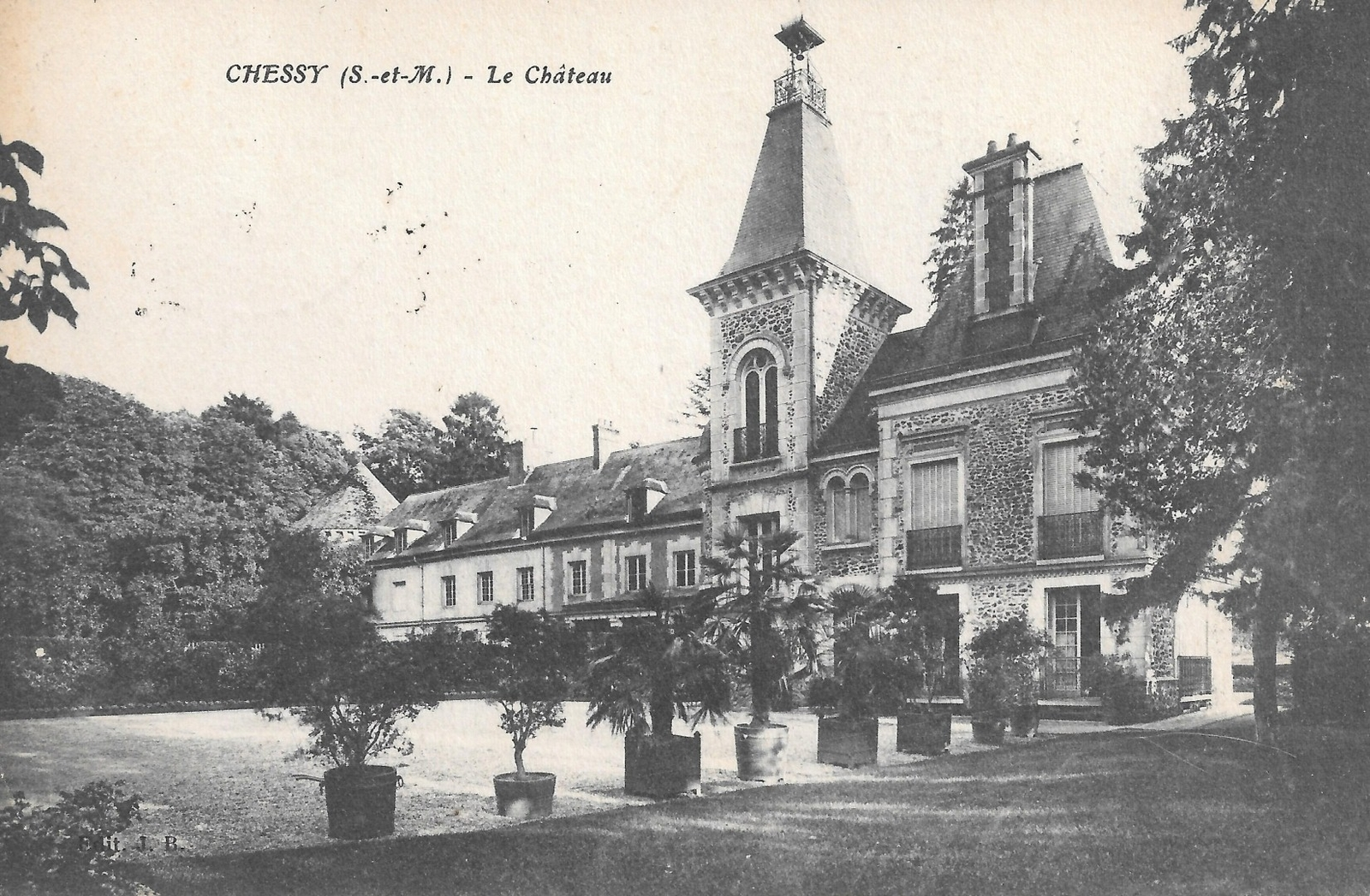
Château de Chessy.

- le complexe de loisirs Disneyland Paris, implanté depuis 1992 au sud-est de la commune :
  - parc Disneyland ;
  - parc Walt Disney Studios ;
  - Disney Village ;
  - Disneyland Hotel ;
  - Disney's Hotel New York - The Art of Marvel.

Château de la Belle au Bois-Dormant au parc Disneyland.
Frontierland au parc Disneyland.
Disneyland Hotel.

### Personnalités liées à la commune

Babar, né à Chessy de l'imagination de Jean de Brunhoff.

- André Gedalge (1856-1926), compositeur et pédagogue français, Prix de Rome, maire de Chessy.
- Jean de Brunhoff (1899-1937), arrière-petit-fils d'Oscar Ier, roi de Suède et de Norvège[72], a vécu avec sa famille dans le bourg. C'est en 1930 qu'il imagine le personnage de Babar, dont le premier tome des aventures parut en 1931.
- L'épouse de Jean de Brunhoff, Cécile de Brunhoff (1903-2003), conteuse, a vécu à Chessy avec ses trois enfants Mathieu, Thierry (1934) et Laurent (1925).

### Héraldique
|  | D’azur au chevron accompagné, en chef de deux roses et en pointe, d’un lion léopardé, le tout d’or, au chef d’argent chargé de trois tourteaux de gueules. |